# Vítod větší

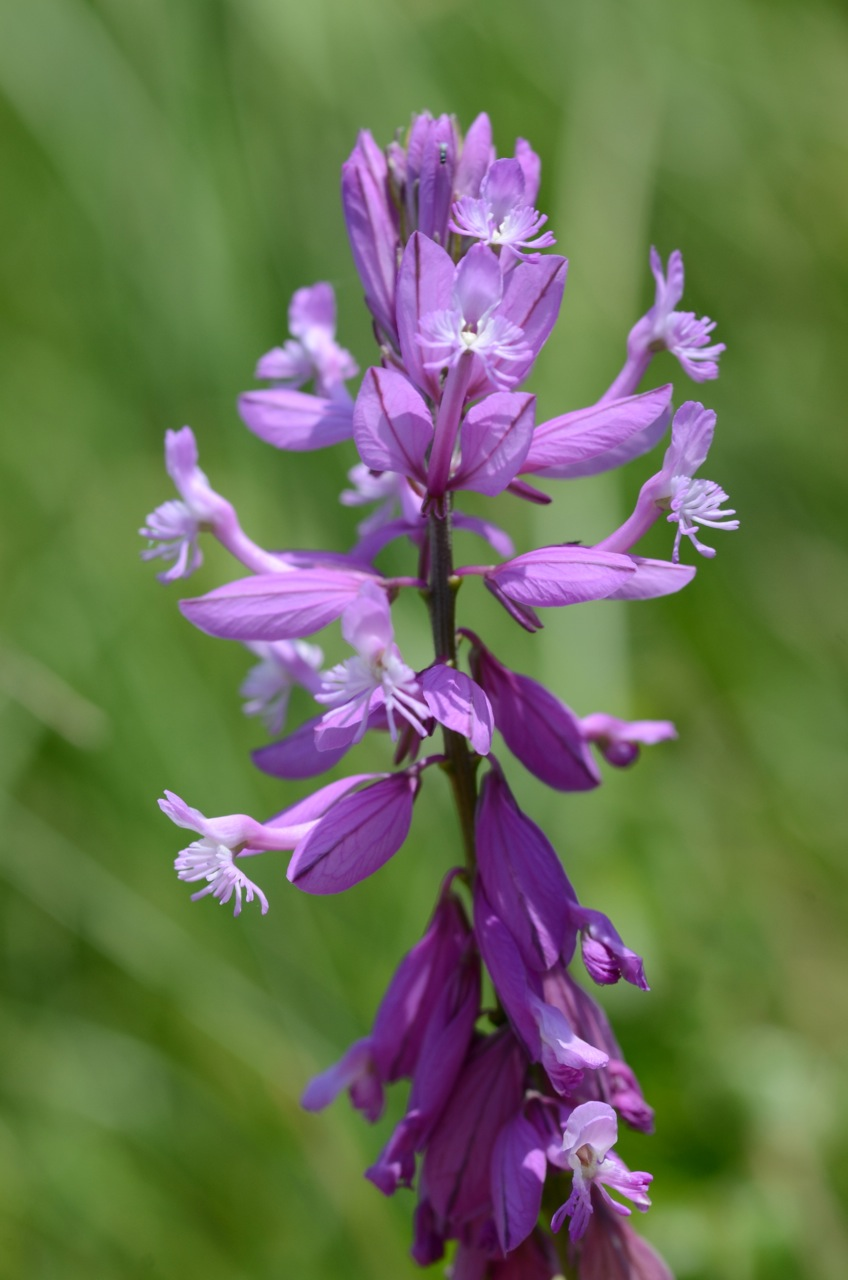
Horní část květenství

Vítod větší (Polygala major) je vytrvalá, teplomilná, planě rostoucí rostlina, kvetoucí v letních měsících obvykle růžovými květy. Je ze všech druhů rodu vítod rostoucích v české přírodě nejmohutnější, za příznivých okolností dosahuje výšky až 0,5 m.
Přestože je v Česku původním druhem, roste jen na nemnoha místech a je ohrožený vymizením. Na podporu jeho záchrany byl v „Červeném seznamu ohrožených druhů České republiky“ z roku 2017 zařazen mezi ohrožené druhy (C3). Je omezován na svém růstu hlavně zarůstáním bezlesých stanovišť náletovými dřevinami a postupným zahušťováním světlých lesů.

## Rozšíření
Vytrvalá rostlina pocházející z oblastí euroasijského regionu, kde se nejčastěji vyskytuje na stepních pastvinách v mírném podnebném pásmu. Severozápadní hranice rozšíření vede právě Moravou, Maďarskem a jihem Slovenska. V jižní Evropě roste na jihu Itálie a téměř na celém Balkánském poloostrově, včetně Řecka, Bulharska i Rumunska. Vyskytuje se na pláních jižní Ukrajiny v okolí Černého moře, v evropské i asijské části Turecka, v Zakavkazsku i na přilehlém území Íránu.
V České republice roste na několika lokalitách s hadcovým podložím, mimo hadců roste i na sprašových hlínách. Část populací se nachází v okrajových částech národní přírodní rezervace Mohelenská hadcová step a přírodní rezervaci Dukovanský mlýn, další lokalita se nachází v  Biskupicích u Hrotovic; všechny tři jsou v okrese Třebíč. V teplejších oblastech jižní a jihovýchodní Moravy je rozšířen od Bílých Karpat po podhůří Českomoravské vrchoviny, severněji se řídce vyskytuje až po Ždánický les, Brno a Bučovice a západní podhůří Chřibů.

## Ekologie
Tento hemikryptofyt roste nejčastěji na výslunných pastvinách i suchých loukách na stráních, které se nacházejí podél okrajů lesů nebo na skalnatých svazích. Objevuje se také na světlinách teplomilných doubrav a jiných světlých lesů, s oblibou roste po okrajích lesních cest. Dává přednost stanovištím s nevysokým travnatým porostem a jsou dobře osvětlená.
Po morfologické strance bývá vítod větší hodně variabilní, jeho vzezření závisí na tom, jak má osluněno stanoviště, v jak kvalitní půdě vyrůstá a kolik vláhy má rostlina k dispozici. Ve středoevropských podmínkách kvete obvykle od května do července. Počet chromozomů 2n = 34, stupeň ploidie x = 2.

## Popis
Četné lodyhy, vysoké 15 až 50 cm, jsou přímé nebo vystoupavé a na bázi slabě dřevnaté. Jsou tuhé, lysé nebo olysalé, obvykle jednoduché, nevětvené a hustě olistěné. Vyrůstají ze silného, hnědého kořene, který je vřetenovitě zkroucený a bohatě větvený. Listy netvoří listovou růžici, jsou pouze lodyžní, k lodyze jsou přisedlé a vyrůstají střídavě. Jsou obvejčité, čárkovité či kopinaté, na koncích jsou špičaté a po obvodě celokrajné. Spodní listy jsou dlouhé 10 až 25 mm a široké 5 až 8 mm, po lodyze směrem vzhůru se ale postupně zkracují, zužují a zašpičaťují. Obvykle jsou oboustranně lysé, někdy bývají mírně podvinuté, nemají palisty.
Na vrcholu lodyh vyrůstá 15 až 45 růžových, oboupohlavných květů sestavených do mnohokvětého, hustého, kuželovitého hroznu, který je v době kvetení na vrcholu nahloučený, po odkvětu se ale květenství prodlužuje. stopky květů, dlouhé asi 3 mm, vyrůstají z paždí kopinatých, asi 6 mm velkých a záhy opadajících listenů. Těsně u květu rostou na stopkách 3 až 4 mm dlouhé blanité listence.
Kalich je pětičetný, světle zelený, tři vnější lístky jsou drobné, kopinaté, po obvodě blanité a 5 až 7 mm velké, kdežto dva vnitřní (boční) jsou větší, mají eliptický tvar, tvoří tzv. křídla dlouhá 10 až 18 mm a jsou trvalá i za plodů. Korunních lístků je také pět, jsou růžové, vzácně bílé nebo modré, dlouhé do 20 mm a srostlé do trubky, která je zakončená hřebenitým přívěskem se šestnácti až dvaceti cípy. V trubce je osm dvoubratrých tyčinek srostlých do dvou svazečků, nitkami přirůstají k trubce a nesou přisedlé prašníky. Gyneceum je synkarpní, dvoudílný semeník vyrůstá na asi 3 mm dlouhém gynoforu, čnělka o délce asi 6 mm je rovná a na vrcholu lžícovitě rozšířena v bliznu. Květy opyluje hmyz.
Plod je obvejčitá, okolo 6 mm velká, zelenohnědá tobolka, která má po jednom semeni ve dvou pouzdrech. Semeno je tmavě hnědé, podlouhle eliptické, asi 3 mm dlouhé a 1,2 mm široké, na povrchu je hustě chlupaté a má dva nestejně velké laloky s masíčkem, které je oblíbenou potravou mravenců.
Vítod větší se do nejbližšího okolí šíří rozrůstáním kořene. Na vzdálenost měřenou v metrech jsou semena odnášena mravenci, kteří masíčko požírají a semena cestou ztrácejí nebo skladují v mraveništi. Do větší vzdálenosti bývají semena šířena větrem, nebo se přichycují svými chloupky za srst zvířat.